# قالی جوشقان
قالی جوشقان گونه‌ای قالی ایرانی است که در جوشقان تولید می‌شود. 

## تاریخچه
بافت قالی‌های ابریشمی در جوشقان حتی پیش از سلطنت صفویان رایج بوده است. یکی از مستندات تاریخی از بافت قالی در جوشقان، فرمانی است که در سال ۹۵۰ هجری از طرف شاه طهماسب صفوی مبنی بر دستور العمل جامعی برای پذیرایی از نصیرالدین همایون پادشاه هندوستان صادر شده‌است. در این فرمان به تقدیم هدایای مخصوص به همایون‌شاه، از قالیچه‌های مخمل دوخوابه طلاباف و سه زوج قالی دوازده ذرعی کوشکانی (جوشقانی) اشاره شده است. 
همچنین نمونه‌های متعددی از صدور قالی جوشقان به نقاط دیگر جهان در دست است به گونه‌ای که ابوالفضل علامی در آئین اکبری، جوشقان را یکی از چهار مرکزی می شمارد که از آنجا به دربار هند قالی ارسال می‌شد. اسکندر بیک ترکمان نیز در عالم‌آرای عباسی از قالی‌های ابریشمی زربفتِ جوشقان و کرمان که سفیر عثمانی آنها را دریافت کرده نام می‌برد.